# Тотонаци
Тотонаци су народ који је живео у источним приморским и планинским областима Мексика у доба шпанског доласка године 1519. Данас углавном живе у Мексичкој држави Веракруз. Саградили су преколумбијски град Ел Тајин и све до средине 19. века били су главни светски произвођачи ваниле.
Њихова област, позната по називу Тотонапакан, било је познато по развијеној пољопривреди и великом богатству становника. Због тога су у 15. веку били предмет напада Астека. Због тога су Хернана Кортеса дочекали као савезнике и здушно им помагали у нападу на астечки главни град Теночтитлан. Под шпанску власт су дошли без насиља, али су тешко страдали од разних епидемија у 16. веку.
Данас Тотонака има око 90.000.